# Camera euryaspis
Camera euryaspis là một loài tò vò trong họ Ichneumonidae.